# Hettick
Hettick es una villa ubicada en el condado de Macoupin en el estado estadounidense de Illinois. En el Censo de 2010 tenía una población de 181 habitantes y una densidad poblacional de 191,46 personas por km².

## Geografía
Hettick se encuentra ubicada en las coordenadas 39°21′21″N 90°2′15″O / 39.35583, -90.03750. Según la Oficina del Censo de los Estados Unidos, Hettick tiene una superficie total de 0.95 km², de la cual 0.95 km² corresponden a tierra firme y (0%) 0 km² es agua.

## Demografía
Según el censo de 2010, había 181 personas residiendo en Hettick. La densidad de población era de 191,46 hab./km². De los 181 habitantes, Hettick estaba compuesto por el 99.45% blancos, el 0% eran afroamericanos, el 0% eran amerindios, el 0% eran asiáticos, el 0% eran isleños del Pacífico, el 0% eran de otras razas y el 0.55% pertenecían a dos o más razas. Del total de la población el 0% eran hispanos o latinos de cualquier raza.